# Fimbristylis ambavanensis
Fimbristylis ambavanensis är en halvgräsart som beskrevs av V.P.Prasad och N.P.Singh. Fimbristylis ambavanensis ingår i släktet Fimbristylis och familjen halvgräs. Inga underarter finns listade i Catalogue of Life.